# Хансен, Адам
Адам Хансен (англ. Adam Hansen, род. 11 мая 1981 в Саутпорте, Квинсленд, Австралия) — австралийский профессиональный шоссейный велогонщик. Чемпион Австралии в индивидуальной гонке на время в 2008 году.

## Биография
В 2015 году финишировал на 55 месте на Вуэльте Испании, ставшей для него 13 подряд Гранд Туром, пройденным от начала до конца, и побил тем самым продержавшийся 68 лет рекорд испанского велогонщика Бернардо Руиса.

## Достижения
| 2006 - Чемпионат Австралии - групповая гонка — 2-е место 2008 - Чемпионат Австралии - Чемпион в индивидуальной гонке на время - групповая гонка — 2-е место 2009 - Чемпионат Австралии - групповая гонка — 3-е место 2010 - Стер Электротур — генеральная классификация - этап 4 | 2013 - Джиро д’Италия - этап 7 2014 - Тур Даун Андер — 9-е место - горная классификация - Вуэльта Испании - этап 19 |

## Статистика выступлений наГранд Турах
| Гранд Тур | 2007 | 2008 | 2009 | 2010 | 2011 | 2012 | 2013 | 2014 | 2015 | 2016 | 2017 |
| --------- | ---- | ---- | ---- | ---- | ---- | ---- | ---- | ---- | ---- | ---- | ---- |
| Джиро     | сход | 108  | -    | сход | -    | 94   | 72   | 73   | 77   | 68   | 93   |
| Тур       | -    | 108  | -    | сход | -    | 81   | 72   | 64   | 114  | 100  | 113  |
| Вуэльта   | 89   | -    | 94   | -    | 129  | 123  | 60   | 53   | 55   | 110  |      |